# Sugar Baby Love
Sugar Baby Love – utwór popularnej w latach 70. XX wieku brytyjskiej grupy The Rubettes. Wydany został w styczniu 1974 r. Utrzymał się na szczycie listy przebojów przez cztery tygodnie. Najważniejszy utwór grupy – użyty do wielu filmów (m.in. jako ścieżka dźwiękowa do filmów: Śniadanie na Plutonie, Francuski numer) i programów telewizyjnych.